# Circondario di Bayreuth
Il circondario di Bayreuth è uno dei circondari dello stato tedesco della Baviera.
Fa parte del distretto governativo dell'Alta Franconia

## Città e comuni
(Abitanti il 31 dicembre 2023)
| Comuni del circondario | Città 1. Bad Berneck im Fichtelgebirge (4 526) 2. Betzenstein (2 515) 3. Creußen (5 111) 4. Gefrees (4 248) 5. Goldkronach (3 523) 6. Hollfeld (4 884) 7. Pegnitz (13 741) 8. Pottenstein (5 225) 9. Waischenfeld (3 104) | Comuni 1. Ahorntal (2 185) 2. Aufseß (1 263) 3. Bindlach (7 323) 4. Bischofsgrün (1 969) 5. Eckersdorf (5 064) 6. Emtmannsberg (1 005) 7. Fichtelberg (1 784) 8. Gesees (1 273) 9. Glashütten (1 362) 10. Haag (956) 11. Heinersreuth (3 790) 12. Hummeltal (2 460) 13. Kirchenpingarten (1 283) 14. Mehlmeisel (1 323) 15. Mistelbach (1 518) 16. Mistelgau (3 946) 17. Plankenfels (891) 18. Plech (1 349) 19. Prebitz (956) 20. Schnabelwaid (929) 21. Seybothenreuth (1 302) 22. Speichersdorf (5 907) 23. Warmensteinach (2 253) 24. Weidenberg (5 875) |

|  | Schloss Aufseß      | Aufseß       |
|  | Schloss Freienfels  | Hollfeld     |
|  | Hollfeld            | Hollfeld     |
|  | Pegnitz             | Pegnitz      |
|  | Burg Pottenstein    | Pottenstein  |
|  | Teufelshöhle        | Pottenstein  |
|  | Tüchersfeld         | Pottenstein  |
|  | Burg Waischenfeld   | Waischenfeld |
|  | Schloss Wiesentfels | Hollfeld     |